# Beleg van Boulogne (1544)
Het Beleg van Boulogne vond plaats in 1544. Tijdens het beleg veroverden de Engelsen de stad, de Fransen slaagden er niet in de stad te heroveren.

## Achtergrond
Tijdens de Italiaanse Oorlogen stond koning Hendrik VIII van Engeland aan de zijde van zijn neef keizer Karel V. Het Beleg Van Boulogne was een onderdeel van de Italiaanse Oorlog (1542-1546), de derde maal dat Engeland Frankrijk aanviel.

## Beleg
Het beleg vond plaats tussen 19 juli en 14 september 1544. Hertog van Suffolk Charles Brandon vertrok vanuit de Engelse stad Calais. Het lagere deel van de stad, dat licht versterkt was, viel snel onder zware bombardementen, die tot augustus aanhielden. In september werd de bovenstad ingenomen, maar het centrale kasteel hield nog steeds stand. De vuurkracht van het Franse garnizoen verhinderde elke nadering te voet, dus groeven de Engelsen tunnels onder het kasteel en gaven de Fransen zich op 13 september over. Pogingen om meer grondgebied te veroveren mislukten.
De Engelse legerleiding liet haar soldaten aan hun lot over en concentreerde zich op een eventuele aanval van het Koninkrijk Schotland. Intussen hadden de Fransen een deel van hun troepen kunnen verplaatsen en deden ze een poging om de stad te heroveren. Op 9 oktober vielen de Fransen de stad aan. Bijna waren ze in hun missie geslaagd, maar de troepen gingen voortijdig over tot plunderingen.

## Resultaat
Keizer Karel sloot met de Fransen de Vrede van Crépy in 1544, en Hendrik VIII het Verdrag van Ardres in 1546. Zo kwam een einde aan de Italiaanse Oorlog (1542-1546). Frankrijk zou Boulogne pas in 1550 terugkrijgen door het Verdrag van Outreau.